# Nakam

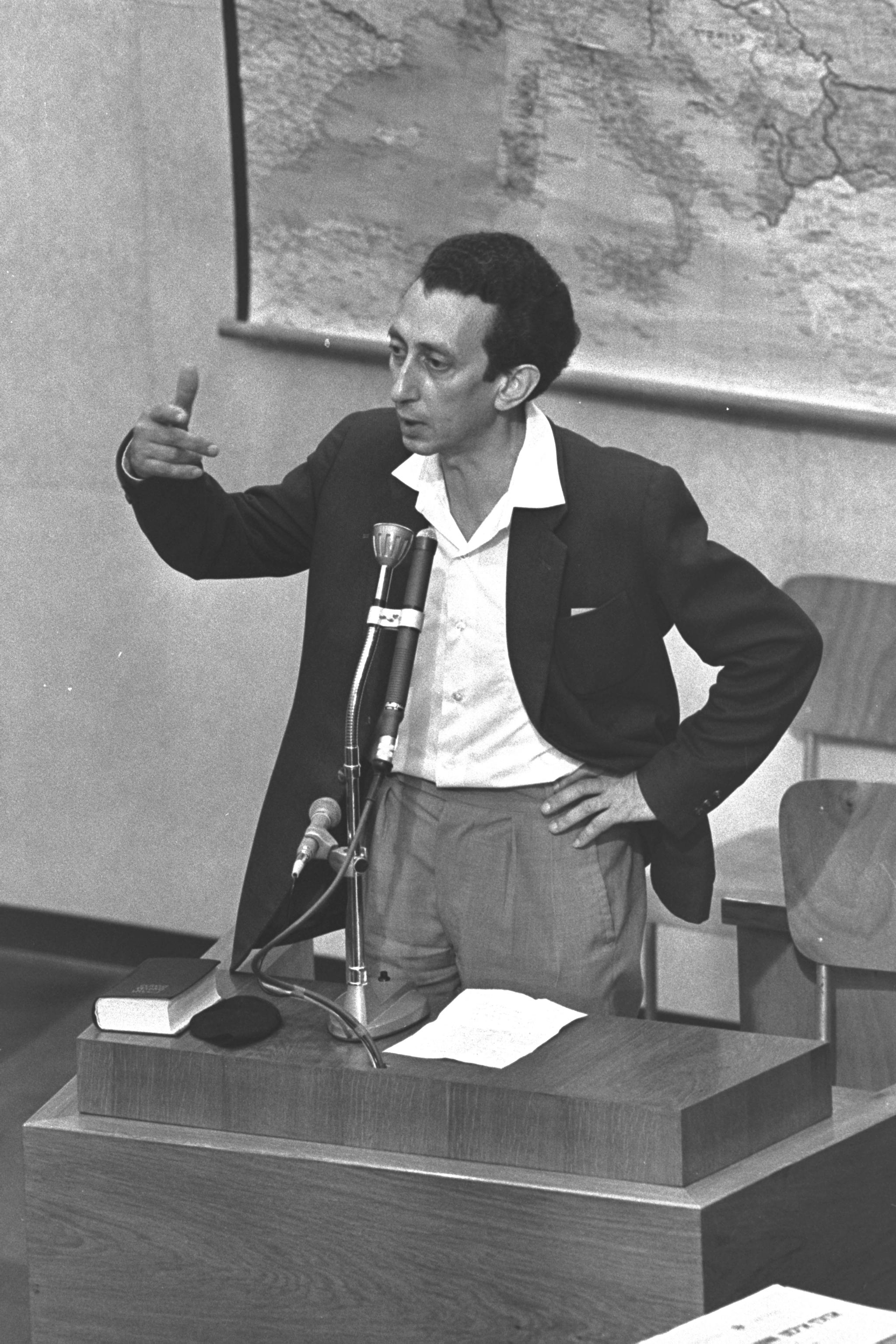
Abba Kovner, Leiter der Nakam (hier 1961 bei seiner Zeugenaussage im Eichmann-Prozess)

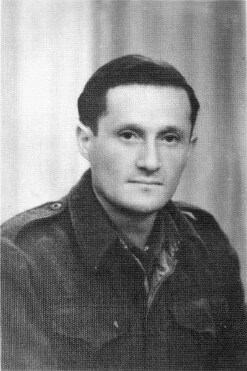
Pascha Reichman, stellvertretender Leiter (späteres Foto)

Nakam (hebräisch für Rache; eigentlich Dam Yehudi Nakam, auf Deutsch etwa Das jüdische Blut wird gerächt werden) war eine jüdische Organisation, die sich seit 1945 das Ziel gesetzt hatte, Rache für den Holocaust zu üben und der Welt zu zeigen, dass die Juden in der Lage seien, sich zu wehren und Vergeltung zu üben. Ihr Kern war eine Gruppe ukrainischer jüdischer Partisanen, zu denen auch Pascha Reichman (später Jitzchak Avidov) gehörte. Ihr Anführer wurde der am Kriegsende 27-jährige Abba Kovner, ein Dichter und Widerstandskämpfer, der beim Aufstand im Ghetto von Wilna und als Kommandeur der Fareinikte Partisaner Organisatzije gegen die Deutschen gekämpft hatte.
Die Nakam war bedeutend radikaler als die Jüdische Brigade. Anders als diese richtete die Nakam ihre Racheakte nicht vornehmlich gegen die Kriegsverbrecher, sondern gegen das gesamte deutsche Volk. Die Nakam-Männer sahen eine Kollektivschuld der Deutschen am Judenmord und planten daher, Rache zu üben und eine gleich große Anzahl Deutscher umzubringen. Zwei Pläne wurden verfolgt, Gift erschien dafür die geeignete Waffe: Plan A sah die Vergiftung der Trinkwasserversorgung in Hamburg, Frankfurt am Main, München und Nürnberg vor und Plan B die massenhafte Ermordung von Angehörigen der SS in alliierten Kriegsgefangenenlagern.

## Plan A
Plan A scheiterte bereits in der Vorbereitung, obwohl es Reichman gelungen war, Angehörige der Nakam in die Wasserwerke von Nürnberg und Hamburg einzuschleusen. Kovner reiste Ende Juli 1945 zur Besorgung des Gifts für Plan A nach Palästina. Nach seinen eigenen Angaben war ihm Chaim Weizmann, der spätere Präsident Israels, von Beruf Chemiker, bei der Beschaffung behilflich, indem er ihn an Ernst David Bergmann verwies, der das Gift bereitstellte, sowie an einen Geldgeber für die Aktion vermittelte. Kovners später angefertigter Bericht wird vom Historiker Tom Segev bezweifelt (1991), da Weizmann zu dem Zeitpunkt nicht in Palästina war. Es ist auch nicht klar, welche Art Rache Kovner dem Gesprächspartner in Palästina schilderte, laut Sarid war Weizmann nur über Plan B informiert worden. Er sei auch auf Skepsis und Widerstand gestoßen.
Im Dezember 1945 kehrte Kovner, mit Unterstützung der Hagana in der Uniform der Jüdischen Brigade und mit entsprechenden Papieren ausgestattet, auf einem britischen Schiff nach Europa zurück. Er hatte das in 20 Milchkonserven versteckte Gift bei sich und wurde von drei Angehörigen der Hagana begleitet. Kurz vor Einlaufen in den Hafen von Toulon wurde er ausgerufen. Vor seiner anschließenden Festnahme warf er einen Teil des Giftes ins Meer, der Rest wurde von seinem Begleiter von der Hagana in ähnlicher Weise entsorgt. Kovner wurde darauf etwa vier Monate in einem Militärgefängnis in Kairo festgehalten, ohne dass er wegen eines versuchten Anschlags angeklagt oder auch nur vernommen worden wäre. Wer für seine Verhaftung verantwortlich war, konnte nicht geklärt werden.

## Plan B

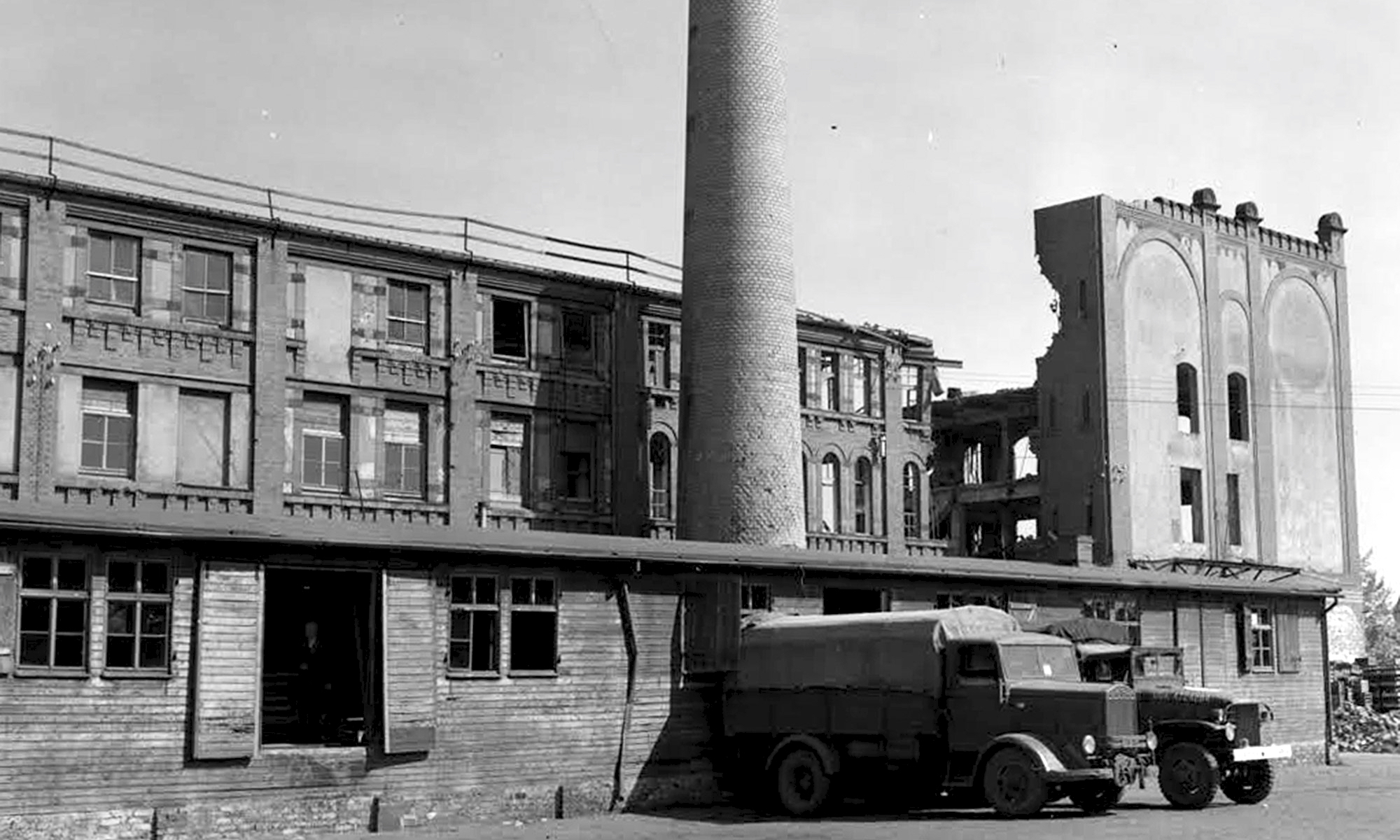
Konsum-Genossenschaftsbäckerei

Nach Kovners Verhaftung versuchte sein Stellvertreter Reichman mit seinen Männern, Plan B zu verwirklichen. Hierfür besorgte er in Paris 20 kg Arsen. Noch vor dem Anschlag in Nürnberg, dessen Kommandoführer Joseph Harmatz war, musste Reichman eine ähnliche Aktion, die für das Internierungslager Dachau geplant war, zum Unwillen des dortigen Kommandos abblasen. Am 13. April 1946 drangen Angehörige der Gruppe in die Nürnberger Konsum-Großbäckerei am Schleifweg ein, die das Internierungslager in Langwasser (vormals Stalag XIII D) belieferte, in dem sich damals etwa 12.000 bis 15.000 Kriegsgefangene befanden, hauptsächlich SS-Angehörige. 3000 der dort lagernden Graubrotlaibe wurden mit Wasser bestrichen, in das Arsenpulver eingerührt wurde. Das Brot wurde am 14. April 1946 ausgeliefert und zahlreiche Lagerinsassen erkrankten. Amerikanische Zeitungen druckten Agenturmeldungen, in denen die Zahl der Erkrankten in der ersten Meldung 1900 betrug, einige Tage darauf in einer zweiten Meldung 2283. Die Süddeutsche Zeitung berichtete am 24. April, die Nürnberger Nachrichten am 27. April von Erkrankungen. Die Nakam-Kommandogruppen in Deutschland flohen nach Prag und gelangten am 18. Juni auf ein Schiff nach Palästina, die Pariser Gruppe schiffte sich am 22. Juni in Marseille ein.
Ob es bei dem Anschlag Todesopfer gegeben hatte und wie schwer die Erkrankungen waren, blieb unklar. Im Rahmen von Ermittlungen der Staatsanwaltschaft Nürnberg erklärte 1999 der Nürnberger Justizpressesprecher Ewald Behrschmidt, aus allen Unterlagen gehe „eindeutig hervor, dass damals niemand getötet worden ist“. Zwei ehemalige betroffene Lagerinsassen aus der Waffen-SS bekundeten 1999 gegenüber den Nürnberger Nachrichten, viele Kameraden und auch sie selbst seien schwer erkrankt, einige sogar für mehrere Tage erblindet und hätten später ihre Sehfähigkeit zurückerlangt, doch sei ihrer Kenntnis nach niemand umgekommen. Kovner hatte auch später nur vage Informationen, zudem fiel es ihm schwer, den Fehlschlag der Aktion zuzugeben. Einzelne Nakam-Aktivisten bedauerten auch Jahrzehnte später noch das Misslingen.
2018 bzw. 2019 wurden bei Bauarbeiten zur Errichtung einer Lärmschutzwand entlang einer Bundesstraße im Süden Nürnbergs über 300 menschliche Knochen gefunden. Schnell wurde darüber spekuliert, ob es sich hierbei um ein Massengrab von ehemaligen SS- und NSDAP-Mitgliedern handele, die in dem nahegelegenen Internierungslager in Nürnberg-Langwasser nach 1945 inhaftiert waren. Bei den Knochenfunden – so die Spekulationen – könne es sich um Opfer des Arsenanschlages der Nakam handeln, die hier in einem Massengrab beigesetzt wurden. Um darüber Klarheit zu bekommen, wurden die Knochen zu einer genaueren Untersuchung nach Miami (USA) verschickt. Das Ergebnis der Untersuchung brachte Klarheit: Die Knochen sind zwischen 559 und 600 Jahre alt, sodass es sich dabei nicht um Vergiftungsopfer der Nakam handeln kann. Nach Meinung des Stadtarchäologen von Nürnberg handelt es sich bei den Knochen aller Wahrscheinlichkeit um einen ehemaligen Friedhof des Nürnberger Heilig-Geist-Spitals, das bis 1525 die nun wiederentdeckte Stelle als Friedhof nutzte.

## Ermittlungen
Die Staatsanwaltschaft beim Oberlandesgericht Nürnberg stellte im Mai 2000 ein Ermittlungsverfahren wegen versuchten Mordes gegen zwei Nakam-Aktivisten ein, die sich zu der Tat bekannt hatten. Als Begründung dafür führte die Staatsanwaltschaft „Verjährung aufgrund außergewöhnlicher Umstände“ an.

## Erinnerung
Kovner und Avidov gaben in den 1980er Jahren Interviews, die in der Hebräischen Universität Jerusalem und im Moretschef-Archiv aufgezeichnet wurden. Die Nakamgeschichte wurde von Kovner vor seinem Tod 1987 an Levi Arieh Sarid weitergegeben, der 1992 das Manuskript Rache: Geschichte, Erscheinungsform und Umsetzung erstellte, das unveröffentlicht blieb. Sarid hatte dafür auch Reichman/Avidov befragt. Dieses Manuskript konnte in einer Übersetzung von Tobias und Zinke eingesehen werden, welche darüber hinaus Interviews mit den am Anschlag in Nürnberg beteiligten Oleg Hirsch (Pseudonym), Leipke Zinkel und Joseph Harmatz führten. Es wurden zu dem Anschlag auch kolportagehafte Darstellungen veröffentlicht, in denen ohne Quellenangaben andere Versionen des Giftanschlags verbreitet werden.

## Rezeption

### Film
- Doron Paz, Yoav Paz: Plan A. Israel/Deutschland 2021.
- Andreas Kessler: Nakam. Deutschland 2024

### Musik
- Daniel Kahn & The Painted Bird: Six Million Germans / Nakam (Lied auf dem Album Partisans & Parasites, 2009)